# Lijst van witte vliegen
Deze lijst van witte vliegen bevat alle wetenschappelijk beschreven soorten witte vliegen (Aleyrodidae).
- Acanthaleyrodes callicarpae Takahashi, 1931
- Acanthaleyrodes styraci Takahashi, 1942
- Acanthobemisia distylii Takahashi, 1935
- Acanthobemisia indicus Meganathan & David, 1994
- Acaudaleyrodes africanus (Dozier, 1934)
- Acaudaleyrodes ebeni Manzari & Alemansoor, 2005
- Acaudaleyrodes pauliani Takahashi, 1951
- Acaudaleyrodes rachipora (Singh, 1931)
- Acaudaleyrodes tuberculata Bink-Moenen, 1983
- Acutaleyrodes palmae Takahashi, 1960
- Africaleurodes adami Cohic, 1968
- Africaleurodes ananthakrishnani Dubey & Sundararaj, 2006
- Africaleurodes balachowskyi Cohic, 1968
- Africaleurodes capgrasi Cohic, 1968
- Africaleurodes citri (Takahashi, 1932)
- Africaleurodes coffeacola Dozier, 1934
- Africaleurodes fulakariensis Cohic, 1966
- Africaleurodes hexalobi Bink-Moenen, 1983
- Africaleurodes indicus Regu & David, 1993
- Africaleurodes karwarensis Dubey & Sundararaj, 2006
- Africaleurodes loganiaceae Dozier, 1934
- Africaleurodes martini Cohic, 1968
- Africaleurodes ochnaceae Dozier, 1934
- Africaleurodes pauliani Cohic, 1968
- Africaleurodes simula (Peal, 1903)
- Africaleurodes souliei Ardaillon & Cohic, 1970
- Africaleurodes tetracerae Cohic, 1966
- Africaleurodes uvariae Cohic, 1968
- Africaleurodes vrijdaghii (Ghesquière in Mayné & Ghesquière, 1934)
- Agrostaleyrodes arcanus Ko in Ko, Chou & Wu, 2001
- Aleurocanthus arecae David & Manjunatha, 2003
- Aleurocanthus ayyari Regu & David, 1993
- Aleurocanthus bambusae (Peal, 1903)
- Aleurocanthus bangalorensis Dubey & Sundararaj, 2004
- Aleurocanthus banksiae (Maskell, 1896)
- Aleurocanthus brevispinosus Dumbleton, 1961
- Aleurocanthus calophylli (Kotinsky, 1907)
- Aleurocanthus ceracroceus Martin, 1999
- Aleurocanthus cheni Young, 1942
- Aleurocanthus chiengmaiensis Takahashi, 1942
- Aleurocanthus cinnamomi Takahashi, 1931
- Aleurocanthus citriperdus Quaintance & Baker, 1916
- Aleurocanthus clitoriae Jesudasan & David, 1991
- Aleurocanthus cocois Corbett, 1927
- Aleurocanthus corbetti Takahashi, 1951
- Aleurocanthus davidi David & Subramaniam, 1976
- Aleurocanthus delottoi Cohic, 1969
- Aleurocanthus dissimilis Quaintance & Baker, 1917
- Aleurocanthus esakii Takahashi, 1936
- Aleurocanthus eugeniae Takahashi, 1933
- Aleurocanthus euphorbiae Jesudasan & David, 1991
- Aleurocanthus ficicola David, 1993
- Aleurocanthus firmianae Dubey & Sundararaj, 2004
- Aleurocanthus froggatti Martin, 1999
- Aleurocanthus gateri Corbett, 1927
- Aleurocanthus goaensis Dubey & Sundararaj, 2004
- Aleurocanthus gordoniae Takahashi, 1941
- Aleurocanthus gymnosporiae Jesudasan & David, 1991
- Aleurocanthus hibisci Corbett, 1935
- Aleurocanthus hirsutus (Maskell, 1896)
- Aleurocanthus husaini (Corbett, 1939)
- Aleurocanthus imperialis Cohic, 1968
- Aleurocanthus inceratus Silvestri, 1927
- Aleurocanthus indicus David & Regu, 1989
- Aleurocanthus ixorae Jesudasan & David, 1991
- Aleurocanthus leptadeniae Cohic, 1968
- Aleurocanthus lobulatus Jesudasan & David, 1991
- Aleurocanthus longispinus Quaintance & Baker, 1917
- Aleurocanthus loyolae David & Subramaniam, 1976
- Aleurocanthus luteus Martin, 1985
- Aleurocanthus mackenziei Cohic, 1969
- Aleurocanthus mangiferae Quaintance & Baker, 1917
- Aleurocanthus martini David, 1993
- Aleurocanthus marudamalaiensis David & Subramanium, 1976
- Aleurocanthus mayumbensis Cohic, 1966
- Aleurocanthus multispinosus Dumbleton, 1961
- Aleurocanthus musae David & Jesudasan, 2002
- Aleurocanthus mvoutiensis Cohic, 1966
- Aleurocanthus niger Corbett, 1926
- Aleurocanthus nigricans Corbett, 1926
- Aleurocanthus nudus Dumbleton, 1961
- Aleurocanthus palauensis Kuwana, in Kuwana & Muramatsu, 1931
- Aleurocanthus papuanus Martin, 1985
- Aleurocanthus pendleburyi Corbett, 1935
- Aleurocanthus piperis (Maskell, 1896)
- Aleurocanthus regis Mound, 1965
- Aleurocanthus rugosa Singh, 1931
- Aleurocanthus russellae Jesudasan & David, 1991
- Aleurocanthus satyanarayani Dubey & Sundararaj, 2004
- Aleurocanthus serratus Quaintance & Baker, 1917
- Aleurocanthus seshadrii David & Subramaniam, 1976
- Aleurocanthus shillongensis Jesudasan & David, 1991
- Aleurocanthus siamensis Takahashi, 1942
- Aleurocanthus singhi Jesudasan & David, 1991
- Aleurocanthus spiniferus (Quaintance, 1903)
- Aleurocanthus spinithorax Dumbleton, 1961
- Aleurocanthus spinosus (Kuwana, 1911)
- Aleurocanthus splendens David & Subramaniam, 1976
- Aleurocanthus strychnosicola Cohic, 1966
- Aleurocanthus terminaliae Dubey & Sundararaj, 2004
- Aleurocanthus trispina Mound, 1965
- Aleurocanthus t-signatus (Maskell, 1896)
- Aleurocanthus valenciae Martin & Carver in Martin, 1999
- Aleurocanthus valparaiensis David & Subramaniam, 1976
- Aleurocanthus vindhyachali Dubey & Sundararaj, 2004
- Aleurocanthus voeltzkowi (Newstead, 1908)
- Aleurocanthus woglumi Ashby, 1915
- Aleurocanthus zizyphi Priesner & Hosny, 1934
- Aleurocerus ceriferus (Sampson & Drews, 1941)
- Aleurocerus chiclensis Russell, 1986
- Aleurocerus coccolobae Russell, 1986
- Aleurocerus colombiae Russell, 1986
- Aleurocerus flavomarginatus Bondar, 1923
- Aleurocerus luxuriosus Bondar, 1923
- Aleurocerus musae Russell, 1986
- Aleurocerus palmae Russell, 1986
- Aleurocerus petiolicola Russell, 1986
- Aleurocerus tumidosus Bondar, 1923
- Aleurochiton acerinus Haupt, 1934
- Aleurochiton aceris (Modeér, 1778)
- Aleurochiton forbesii (Ashmead, 1893)
- Aleurochiton orientalis Danzig, 1966
- Aleurochiton pseudoplatani Visnya, 1936
- Aleuroclava afriae Sundararaj & David, 1995
- Aleuroclava angkorensis (Takahashi, 1942)
- Aleuroclava artocarpi (Corbett, 1935)
- Aleuroclava aucubae (Kuwana, 1911)
- Aleuroclava ayyari (Sundararaj & David, 1993)
- Aleuroclava baccaureae (Corbett, 1935)
- Aleuroclava bauhiniae (Corbett, 1935)
- Aleuroclava bifurcata (Corbett, 1933)
- Aleuroclava bilineata Sundararaj & David, 1993
- Aleuroclava bulbiformi (Qureshi, 1982)
- Aleuroclava burmanicus (Singh, 1938)
- Aleuroclava calicutensis Dubey & Sundararaj, 2005
- Aleuroclava calycopteriseae Dubey & Sundararaj, 2005
- Aleuroclava canangae (Corbett, 1935)
- Aleuroclava cardamomi (David & Subramaniam, 1976)
- Aleuroclava carpini (Takahashi, 1939)
- Aleuroclava cinnamomi Jesudasan & David, 1991
- Aleuroclava citri Jesudasan & David, 1991
- Aleuroclava citrifolii (Corbett, 1935)
- Aleuroclava complex Singh, 1931
- Aleuroclava cordii (Qureshi, 1982)
- Aleuroclava davidi (Qureshi, 1982)
- Aleuroclava dehradunensis Jesudasan & David, 1991
- Aleuroclava doddabettaensis Dubey & Sundararaj, 2005
- Aleuroclava doveri (Corbett, 1935)
- Aleuroclava dubius (Bink-Moenen, 1983)
- Aleuroclava ehretiae Jesudasan & David, 1991
- Aleuroclava elatostemae (Takahashi, 1932)
- Aleuroclava erythrinae (Corbett, 1935)
- Aleuroclava eugeniae (Corbett, 1935)
- Aleuroclava euphoriae (Takahashi, 1942)
- Aleuroclava euryae (Kuwana, 1911)
- Aleuroclava evanantiae Jesudasan & David, 1991
- Aleuroclava fici (Corbett, 1935)
- Aleuroclava ficicola (Takahashi, 1932)
- Aleuroclava filamentosa (Corbett, 1933)
- Aleuroclava flabellus (Takahashi, 1949)
- Aleuroclava fletcheri (Sundararaj & David, 1992)
- Aleuroclava goaensis Jesudasan & David, 1991
- Aleuroclava gordoniae (Takahashi, 1932)
- Aleuroclava grewiae Sundararaj & David, 1993
- Aleuroclava guyavae (Takahashi, 1932)
- Aleuroclava hexcantha (Singh, 1940)
- Aleuroclava hikosanensis (Takahashi, 1938)
- Aleuroclava hindustanicus (Meganathan & David, 1994)
- Aleuroclava indicus (Singh, 1931)
- Aleuroclava jasmini (Takahashi, 1932)
- Aleuroclava kanyakumariensis Sundararaj & David, 1993
- Aleuroclava kavalurensis Jesudasan & David, 1991
- Aleuroclava kerala Martin & Mound, 2007
- Aleuroclava kudremukhensis Dubey & Sundararaj, 2005
- Aleuroclava kuwanai (Takahashi, 1934)
- Aleuroclava lagerstroemiae (Takahashi, 1934)
- Aleuroclava lanceolata (Takahashi, 1949)
- Aleuroclava latus (Takahashi, 1934)
- Aleuroclava lefroyi (Sundararaj & David, 1993)
- Aleuroclava lithocarpi (Takahashi, 1934)
- Aleuroclava longisetosus Jesudasan & David, 1991
- Aleuroclava longispinus (Takahashi, 1934)
- Aleuroclava louiseae Sundararaj & David, 1993
- Aleuroclava macarangae (Corbett, 1935)
- Aleuroclava madhucae Jesudasan & David, 1991
- Aleuroclava magnoliae (Takahashi, 1952)
- Aleuroclava malloti (Takahashi, 1932)
- Aleuroclava manii (David, 1978)
- Aleuroclava martini Dubey & Sundararaj, 2005
- Aleuroclava maximus (Qureshi, 1982)
- Aleuroclava melastomae (Takahashi, 1934)
- Aleuroclava meliosmae (Takahashi, 1932)
- Aleuroclava montanus (Takahashi, 1939)
- Aleuroclava multipori (Takahashi, 1935)
- Aleuroclava multituberculata Sundararaj & David, 1993
- Aleuroclava murrayae (Singh, 1931)
- Aleuroclava mysorensis Jesudasan & David, 1991
- Aleuroclava nachiensis (Takahashi, 1963)
- Aleuroclava nagercoilensis Sundararaj & David, 1993
- Aleuroclava nanjangudensis Jesudasan & David, 1991
- Aleuroclava neolitseae (Takahashi, 1934)
- Aleuroclava nephelii (Corbett, 1935)
- Aleuroclava nigeriae (Mound, 1965)
- Aleuroclava nitidus (Singh, 1932)
- Aleuroclava orientalis David & Jesudasan, 1988
- Aleuroclava papillata (Sundararaj & Dubey, 2004)
- Aleuroclava parvus (Singh, 1938)
- Aleuroclava pentatuberculata Sundararaj & David, 1993
- Aleuroclava philomenae Jesudasan & David, 1991
- Aleuroclava phyllanthi (Corbett, 1935)
- Aleuroclava piperis (Takahashi, 1935)
- Aleuroclava pongamiae Jesudasan & David, 1991
- Aleuroclava porosus (Priesner & Hosny, 1937)
- Aleuroclava psidii (Singh, 1931)
- Aleuroclava pulcherrimus (Corbett, 1935)
- Aleuroclava pyracanthae (Takahashi, 1933)
- Aleuroclava ramachandrani Dubey & Sundararaj, 2005
- Aleuroclava regui Sundararaj & David, 1993
- Aleuroclava rhododendri (Takahashi, 1935)
- Aleuroclava saputarensis Sundararaj & David, 1993
- Aleuroclava selvakumarani Sundararaj & David, 1993
- Aleuroclava sepangensis Martin & Mound, 2007
- Aleuroclava siamensis (Takahashi, 1942)
- Aleuroclava similis (Takahashi, 1938)
- Aleuroclava simplex (Takahashi, 1949)
- Aleuroclava singhi Jesudasan & David, 1991
- Aleuroclava sivakasiensis Sundararaj & David, 1993
- Aleuroclava srilankaensis (David, 1993)
- Aleuroclava stereospermi (Corbett, 1935)
- Aleuroclava subindica Martin & Mound, 2007
- Aleuroclava submarginatus (Qureshi, 1982)
- Aleuroclava takahashii (David & Subramaniam, 1976)
- Aleuroclava tarennae Martin & Mound, 2007
- Aleuroclava tentaculiformis (Corbett, 1935)
- Aleuroclava terminaliae Sundararaj & David, 1993
- Aleuroclava thysanospermi (Takahashi, 1934)
- Aleuroclava trachelospermi (Takahashi, 1938)
- Aleuroclava trilineata Sundararaj & David, 1993
- Aleuroclava tripori (Dubey & Sundararaj, 2006)
- Aleuroclava trochodendri Takahashi, 1957
- Aleuroclava ubonensis (Takahashi, 1942)
- Aleuroclava uraianus (Takahashi, 1932)
- Aleuroclava vernoniae Meganathan & David, 1994
- Aleuroclava vitexae Sundararaj & David, 1993
- Aleuroclava wrightiae Jesudasan & David, 1991
- Aleurocybotus cereus Martin, 2005
- Aleurocybotus graminicolus (Quaintance, 1899)
- Aleurocybotus occiduus Russell, 1964
- Aleurocyperus humus Ko & Dubey, 2007
- Aleurodicus antidesmae Corbett, 1926
- Aleurodicus antillensis Dozier, 1936
- Aleurodicus araujoi Sampson & Drews, 1941
- Aleurodicus capiangae Bondar, 1923
- Aleurodicus cinnamomi Takahashi, 1951
- Aleurodicus coccolobae Quaintance & Baker, 1913
- Aleurodicus cocois (Curtis, 1846)
- Aleurodicus destructor (Mackie, 1912)
- Aleurodicus dispersus Russell, 1965
- Aleurodicus dugesii Cockerell, 1896
- Aleurodicus essigi Sampson & Drews, 1941
- Aleurodicus flavus Hempel, 1922
- Aleurodicus fucatus Bondar, 1923
- Aleurodicus guppyi Quaintance & Baker, 1913
- Aleurodicus holmesii (Maskell, 1896)
- Aleurodicus indicus Regu & David, 1992
- Aleurodicus inversus Martin, 2004
- Aleurodicus jamaicensis Cockerell, 1902
- Aleurodicus juleikae Bondar, 1923
- Aleurodicus machili Takahashi, 1931
- Aleurodicus magnificus Costa Lima, 1928
- Aleurodicus maritimus Hempel, 1922
- Aleurodicus marmoratus Hempel, 1922
- Aleurodicus neglectus Quaintance & Baker, 1913
- Aleurodicus niveus Martin, 2004
- Aleurodicus ornatus Cockerell, 1893
- Aleurodicus pauciporus Martin, 2004
- Aleurodicus pulvinatus (Maskell, 1896)
- Aleurodicus rugioperculatus Martin, 2004
- Aleurodicus talamancensis Martin, 2005
- Aleurodicus trinidadensis Quaintance & Baker, 1913
- Aleurodicus vinculus Martin, 2004
- Aleurodicus wallaceus Martin, 1988
- Aleuroduplidens carverae Martin, 1999
- Aleuroduplidens croceata (Maskell, 1896)
- Aleuroduplidens eucalyptifolia Martin, 1999
- Aleuroduplidens santali Martin, 1999
- Aleuroduplidens triangularis Martin, 1999
- Aleuroduplidens wellsae Martin, 1999
- Aleuroglandulus inanis Martin, 2005
- Aleuroglandulus magnus Russell, 1944
- Aleuroglandulus striatus Sampson & Drews, 1941
- Aleuroglandulus subtilis Bondar, 1923
- Aleuroinanis myrtacei Martin, 1999
- Aleurolobus acanthi Takahashi, 1936
- Aleurolobus antennata Regu & David, 1993
- Aleurolobus azadirachtae Regu & David, 1993
- Aleurolobus azimae Jesudasan & David, 1991
- Aleurolobus barleriae Jesudasan & David, 1991
- Aleurolobus barodensis (Maskell, 1896)
- Aleurolobus bidentatus Singh, 1940
- Aleurolobus burliarensis Jesudasan & David, 1991
- Aleurolobus cassiae Jesudasan & David, 1991
- Aleurolobus cephalidistinctus Regu & David, 1993
- Aleurolobus cissampelosae Regu & David, 1993
- Aleurolobus cohici Regu & David, 1993
- Aleurolobus confusus David & Subramaniam, 1976
- Aleurolobus dalbergiae Dubey & Sundararaj, 2006
- Aleurolobus delamarei Cohic, 1969
- Aleurolobus delhiensis Regu & David, 1993
- Aleurolobus diacritica Regu & David, 1993
- Aleurolobus diastematus Bink-Moenen, 1983
- Aleurolobus distinctus Regu & David, 1993
- Aleurolobus exceptionalis Regu & David, 1993
- Aleurolobus flavus Quaintance & Baker, 1917
- Aleurolobus fouabii Cohic, 1969
- Aleurolobus graminicola Bink-Moenen, 1983
- Aleurolobus greeni Corbett, 1926
- Aleurolobus gruveli Cohic, 1968
- Aleurolobus hargreavesi Dozier, 1934
- Aleurolobus hederae Takahashi, 1935
- Aleurolobus hosurensis Regu & David, 1993
- Aleurolobus indigoferae Regu & David, 1993
- Aleurolobus iteae Takahashi, 1957
- Aleurolobus japonicus Takahashi, 1954
- Aleurolobus jullieni Cohic, 1968
- Aleurolobus karunkuliensis Jesudasan & David, 1991
- Aleurolobus lagerstroemiae Regu & David, 1993
- Aleurolobus longisetosus Dubey & Sundararaj, 2006
- Aleurolobus luci Cohic, 1969
- Aleurolobus macarangae Regu & David, 1993
- Aleurolobus madrasensis Regu & David, 1993
- Aleurolobus marlatti (Quaintance, 1903)
- Aleurolobus mauritanicus Cohic, 1969
- Aleurolobus moundi David & Subramaniam, 1976
- Aleurolobus musae Corbett, 1935
- Aleurolobus nagercoilensis Regu & David, 1993
- Aleurolobus olivinus (Silvestri, 1911)
- Aleurolobus onitshae Mound, 1965
- Aleurolobus oplismeni Takahashi, 1931
- Aleurolobus orientalis David & Jesudasan, 1988
- Aleurolobus osmanthi Young, 1944
- Aleurolobus ovalis Regu & David, 1993
- Aleurolobus padappaiensis Regu & David, 1993
- Aleurolobus panvelensis Regu & David, 1993
- Aleurolobus patchlily Regu & David, 1993
- Aleurolobus pauliani Cohic, 1969
- Aleurolobus philippinensis Quaintance & Baker, 1917
- Aleurolobus piliostigmatos Bink-Moenen, 1983
- Aleurolobus psidii Jesudasan & David, 1991
- Aleurolobus rhachisphora Regu & David, 1993
- Aleurolobus rhododendri Takahashi, 1934
- Aleurolobus riveae Regu & David, 1993
- Aleurolobus russellae Regu & David, 1993
- Aleurolobus sairandhryensis Meganathan & David, 1994
- Aleurolobus saklespurensis Regu & David, 1993
- Aleurolobus saputarensis Regu & David, 1993
- Aleurolobus scolopiae Takahashi, 1933
- Aleurolobus selangorensis Corbett, 1935
- Aleurolobus setigerus Quaintance & Baker, 1917
- Aleurolobus shiiae Takahashi, 1957
- Aleurolobus singhi Regu & David, 1993
- Aleurolobus solitarius Quaintance & Baker, 1917
- Aleurolobus spinosus Jesudasan & David, 1991
- Aleurolobus sterculiae Jesudasan & David, 1991
- Aleurolobus styraci Takahashi, 1954
- Aleurolobus subrotundus Silvestri, 1927
- Aleurolobus sundararaji Regu & David, 1993
- Aleurolobus szechwanensis Young, 1942
- Aleurolobus taonabae (Kuwana, 1911)
- Aleurolobus tassellatus Regu & David, 1993
- Aleurolobus tchadiensis Bink-Moenen, 1983
- Aleurolobus teucrii Mifsud & Palmeri, 1996
- Aleurolobus tuberculatus Regu & David, 1993
- Aleurolobus valparaiensis Jesudasan & David, 1991
- Aleurolobus vitis Danzig, 1966
- Aleurolobus walayarensis Jesudasan & David, 1991
- Aleurolobus wunni (Ryberg, 1938)
- Aleurolonga cassiae Mound, 1965
- Aleuromarginatus bauhiniae (Corbett, 1935)
- Aleuromarginatus corbettiaformis Martin, 1985
- Aleuromarginatus dalbergiae Cohic, 1969
- Aleuromarginatus kallarensis David & Subramaniam, 1976
- Aleuromarginatus littoralis Martin, 1985
- Aleuromarginatus marginiquus Martin, 1999
- Aleuromarginatus millettiae Cohic, 1968
- Aleuromarginatus moundi Martin, 1999
- Aleuromarginatus nemciae Martin, 1999
- Aleuromarginatus nigrus Martin, 1999
- Aleuromarginatus serdangensis Takahashi, 1955
- Aleuromarginatus shihmenensis Ko in Ko, Hsu & Wu, 1995
- Aleuromarginatus tephrosiae Corbett, 1935
- Aleuromarginatus thirumurthiensis David, 1988
- Aleuronudus acapulcensis (Sampson & Drews, 1941)
- Aleuronudus bondari (Costa Lima, 1928)
- Aleuronudus induratus Hempel, 1922
- Aleuronudus jaciae (Bondar, 1923)
- Aleuronudus jequiensis (Bondar, 1928)
- Aleuronudus manni (Baker, 1923)
- Aleuronudus melzeri (Bondar, 1928)
- Aleuropapillatus gmelinae (David, Jesudasan & Mathew, 1988)
- Aleuropapillatus kumariensis Regu & David, 1993
- Aleuroparadoxus arctostaphyli Russell, 1947
- Aleuroparadoxus chomeliae Russell, 1947
- Aleuroparadoxus gardeniae Russell, 1947
- Aleuroparadoxus ilicicola Russell, 1947
- Aleuroparadoxus iridescens (Bemis, 1904)
- Aleuroparadoxus punctatus Quaintance & Baker, 1917
- Aleuroparadoxus rhodae Russell, 1947
- Aleuroparadoxus sapotae Russell, 1947
- Aleuroparadoxus trinidadensis Russell, 1947
- Aleuroparadoxus truncatus Russell, 1947
- Aleuroplatus acaciae Bink-Moenen, 1983
- Aleuroplatus affinis Takahashi, 1961
- Aleuroplatus agauriae Takahashi, 1955
- Aleuroplatus akeassii Cohic, 1969
- Aleuroplatus alcocki (Peal, 1903)
- Aleuroplatus alpinus Takahashi, 1955
- Aleuroplatus anapatsae Takahashi, 1951
- Aleuroplatus berbericolus Quaintance & Baker, 1917
- Aleuroplatus bignoniae Russell, 1944
- Aleuroplatus biluminiporus Martin & Malumphy, 2002
- Aleuroplatus bossi Takahashi, 1936
- Aleuroplatus cadabae Priesner & Hosny, 1934
- Aleuroplatus claricephalus Takahashi, 1940
- Aleuroplatus cockerelli (von Ihering, 1897)
- Aleuroplatus cococolus Quaintance & Baker, 1917
- Aleuroplatus coronata (Quaintance, 1900)
- Aleuroplatus daitoensis Takahashi, 1940
- Aleuroplatus dentatus Sampson & Drews, 1941
- Aleuroplatus dorsipallidus Martin, 1988
- Aleuroplatus dubius Takahashi, 1955
- Aleuroplatus elmarae Mound & Halsey, 1978
- Aleuroplatus epigaeae Russell, 1944
- Aleuroplatus evodiae Takahashi, 1960
- Aleuroplatus fici Takahashi, 1932
- Aleuroplatus ficifolii Takahashi, 1942
- Aleuroplatus ficusrugosae Quaintance & Baker, 1917
- Aleuroplatus gelatinosus (Cockerell, 1898)
- Aleuroplatus graphicus Bondar, 1923
- Aleuroplatus hiezi Cohic, 1968
- Aleuroplatus hoyae (Peal, 1903)
- Aleuroplatus ilicis Russell, 1944
- Aleuroplatus incisus Quaintance & Baker, 1917
- Aleuroplatus incurvatus Takahashi, 1961
- Aleuroplatus insularis Takahashi, 1941
- Aleuroplatus joholensis Corbett, 1935
- Aleuroplatus lateralis Bondar, 1923
- Aleuroplatus latus Takahashi, 1939
- Aleuroplatus liquidambaris Takahashi, 1941
- Aleuroplatus magnoliae Russell, 1944
- Aleuroplatus malayanus Takahashi, 1955
- Aleuroplatus mameti Takahashi, 1937
- Aleuroplatus manjakaensis Takahashi, 1955
- Aleuroplatus multipori Takahashi, 1940
- Aleuroplatus myricae Quaintance & Baker, 1917
- Aleuroplatus mysorensis David & Subramaniam, 1976
- Aleuroplatus neovatus Takahashi, 1961
- Aleuroplatus oculiminutus Quaintance & Baker, 1917
- Aleuroplatus oculireniformis Quaintance & Baker, 1917
- Aleuroplatus ovatus Quaintance & Baker, 1917
- Aleuroplatus panamensis Sampson & Drews, 1941
- Aleuroplatus pauliani Takahashi, 1955
- Aleuroplatus pectiniferus Quaintance & Baker, 1917
- Aleuroplatus periplocae (Dozier, 1934)
- Aleuroplatus perseaphagus Martin, Aguiar & Pita, 1996
- Aleuroplatus pileae Takahashi, 1939
- Aleuroplatus plumosus (Quaintance, 1900)
- Aleuroplatus polystachyae Takahashi, 1955
- Aleuroplatus premnae (Corbett, 1926)
- Aleuroplatus quaintancei (Peal, 1903)
- Aleuroplatus quercusaquaticae (Quaintance, 1900)
- Aleuroplatus robinsoni Takahashi, 1955
- Aleuroplatus sculpturatus Quaintance & Baker, 1917
- Aleuroplatus semiplumosus Russell, 1944
- Aleuroplatus serratus Takahashi, 1955
- Aleuroplatus sinepecten Singh, 1945
- Aleuroplatus spina (Singh, 1931)
- Aleuroplatus stellatus (Hempel, 1922)
- Aleuroplatus subrotundus Takahashi, 1938
- Aleuroplatus translucidus Quaintance & Baker, 1917
- Aleuroplatus tsibabenae Takahashi, 1955
- Aleuroplatus tsimananensis Takahashi, 1955
- Aleuroplatus tuberculatus Takahashi, 1951
- Aleuroplatus vaccinii Russell, 1944
- Aleuroplatus validus Quaintance & Baker, 1917
- Aleuroplatus variegatus Quaintance & Baker, 1917
- Aleuroplatus vinsoniodes (Cockerell, 1898)
- Aleuroplatus weinmanniae Takahashi, 1951
- Aleuropleurocelus abnormis (Quaintance, 1900)
- Aleuropleurocelus acaudatus Drews & Sampson, 1958
- Aleuropleurocelus ceanothi (Sampson, 1945)
- Aleuropleurocelus cecropiae (Bondar, 1923)
- Aleuropleurocelus coachellensis Drews & Sampson, 1958
- Aleuropleurocelus granulata (Sampson & Drews, 1941)
- Aleuropleurocelus laingi Drews & Sampson, 1956
- Aleuropleurocelus nigrans (Bemis, 1904)
- Aleuropleurocelus oblanceolatus Drews & Sampson, 1958
- Aleuropleurocelus ornatus Drews & Sampson, 1958
- Aleuropleurocelus rotunda (J.M. Baker, 1937)
- Aleuropleurocelus sierrae (Sampson, 1945)
- Aleuroporosus lumpurensis Corbett, 1935
- Aleuropteridis eastopi Mound, 1961
- Aleuropteridis filicicola (Newstead, 1911)
- Aleuropteridis hargreavesi Mound, 1961
- Aleuropteridis jamesi Mound, 1961
- Aleuroputeus baccaureae Corbett, 1935
- Aleuroputeus perseae Corbett, 1935
- Aleurothrixus aepim (Goeldi, 1886)
- Aleurothrixus aguiari Costa Lima, 1942
- Aleurothrixus antidesmae Takahashi, 1933
- Aleurothrixus bondari Costa Lima, 1942
- Aleurothrixus chivelensis (Sampson & Drews, 1941)
- Aleurothrixus floccosus (Maskell, 1896)
- Aleurothrixus guareae Costa Lima, 1942
- Aleurothrixus guimaraesi Costa Lima, 1942
- Aleurothrixus interrogationis (Bemis, 1904)
- Aleurothrixus lucumai Costa Lima, 1942
- Aleurothrixus miconiae Hempel, 1922
- Aleurothrixus myrtacei Bondar, 1923
- Aleurothrixus myrtifolii (Bondar, 1923)
- Aleurothrixus ondinae Bondar, 1923
- Aleurothrixus porteri Quaintance & Baker, 1916
- Aleurothrixus proximans Bondar, 1923
- Aleurothrixus silvestris Corbett, 1935
- Aleurothrixus similis Sampson & Drews, 1941
- Aleurothrixus smilaceti Takahashi, 1934
- Aleurothrixus solani Bondar, 1923
- Aleurotithius mexicanus Russell, 1947
- Aleurotithius timberlakei Quaintance & Baker, 1914
- Aleurotrachelus alpinus Takahashi, 1940
- Aleurotrachelus ambrensis Takahashi & Mamet, 1952
- Aleurotrachelus ampullatus Bink-Moenen, 1983
- Aleurotrachelus anonae Corbett, 1935
- Aleurotrachelus asparagi (Lewis, 1893)
- Aleurotrachelus atratus Hempel, 1922
- Aleurotrachelus brazzavillense Cohic, 1968
- Aleurotrachelus camamuensis Bondar, 1923
- Aleurotrachelus camelliae (Kuwana, 1911)
- Aleurotrachelus chikungensis Mound & Halsey, 1978
- Aleurotrachelus corbetti Takahashi, 1941
- Aleurotrachelus debregeasiae Young, 1944
- Aleurotrachelus distinctus Hempel, 1922
- Aleurotrachelus dryandrae Solomon, 1935
- Aleurotrachelus duplicatus Bink-Moenen, 1983
- Aleurotrachelus elatostemae Takahashi, 1932
- Aleurotrachelus eriosemae (Hempel, 1922)
- Aleurotrachelus erythrinae Corbett, 1935
- Aleurotrachelus euphorifoliae Young, 1944
- Aleurotrachelus fenestellae Hempel, 1922
- Aleurotrachelus filamentosus Takahashi, 1938
- Aleurotrachelus fissistigmae Takahashi, 1931
- Aleurotrachelus globulariae Goux, 1942
- Aleurotrachelus granosus Bondar, 1923
- Aleurotrachelus gratiosus Bondar, 1923
- Aleurotrachelus grewiae Takahashi, 1952
- Aleurotrachelus hazomiavonae Takahashi, 1955
- Aleurotrachelus ingafolii Bondar, 1923
- Aleurotrachelus ishigakiensis (Takahashi, 1933)
- Aleurotrachelus joholensis Corbett, 1935
- Aleurotrachelus juiyunensis Young, 1944
- Aleurotrachelus limbatus (Maskell, 1896)
- Aleurotrachelus longispinus Corbett, 1926
- Aleurotrachelus lumpurensis Corbett, 1935
- Aleurotrachelus machili Takahashi, 1942
- Aleurotrachelus madagascariensis Takahashi, 1955
- Aleurotrachelus maesae Takahashi, 1935
- Aleurotrachelus marginata (Newstead, 1911)
- Aleurotrachelus mauritiensis Takahashi, 1940
- Aleurotrachelus mesuae Corbett, 1935
- Aleurotrachelus minimus Young, 1944
- Aleurotrachelus minutus Takahashi, 1952
- Aleurotrachelus multipapillus Singh, 1932
- Aleurotrachelus nivetae Cohic, 1969
- Aleurotrachelus obscurus Bink-Moenen, 1983
- Aleurotrachelus orchidicola Takahashi, 1939
- Aleurotrachelus oriani Martin & Mound, 2007
- Aleurotrachelus pandani Takahashi, 1951
- Aleurotrachelus papilliferus (Sampson & Drews, 1941)
- Aleurotrachelus parvus (Hempel, 1899)
- Aleurotrachelus pauliani Takahashi, 1960
- Aleurotrachelus plectroniae Takahashi, 1955
- Aleurotrachelus primitus Young, 1944
- Aleurotrachelus pyracanthae Takahashi, 1935
- Aleurotrachelus reunionensis Takahashi, 1960
- Aleurotrachelus rhamnicola (Goux, 1940)
- Aleurotrachelus rosarius Bondar, 1923
- Aleurotrachelus rotundus Corbett, 1935
- Aleurotrachelus rubi Takahashi, 1933
- Aleurotrachelus rubromaculatus Bondar, 1923
- Aleurotrachelus selangorensis Corbett, 1935
- Aleurotrachelus serratus Takahashi, 1949
- Aleurotrachelus socialis Bondar, 1923
- Aleurotrachelus souliei Cohic, 1969
- Aleurotrachelus stypheliae (Maskell, 1896)
- Aleurotrachelus taiwanus Takahashi, 1932
- Aleurotrachelus tarennae Bink-Moenen, 1983
- Aleurotrachelus theobromae Bondar, 1923
- Aleurotrachelus tracheifer (Quaintance, 1900)
- Aleurotrachelus trachoides (Back, 1912)
- Aleurotrachelus tuberculatus Singh, 1933
- Aleurotrachelus urticicola Young, 1944
- Aleurotrachelus vitis Corbett, 1935
- Aleurotrachelus zonatus Takahashi, 1952
- Aleurotuba jelinekii (Frauenfeld, 1867)
- Aleurotulus anthuricola Nakahara, 1989
- Aleurotulus arundinacea Singh, 1931
- Aleurotulus laneus Martin, 2005
- Aleurotulus mundururu Bondar, 1923
- Aleurotulus nephrolepidis (Quaintance, 1900)
- Aleurotulus pteridophytae Martin in Mound, Martin & Polaszek, 1994
- Aleuroviggianus adanaensis Bink-Moenen, 1992
- Aleuroviggianus adrianae Iaccarino, 1982
- Aleuroviggianus graecus Bink-Moenen, 1992
- Aleuroviggianus halperini Bink-Moenen, 1992
- Aleuroviggianus polymorphus Bink-Moenen, 1992
- Aleuroviggianus zonalus Bink-Moenen, 1992
- Aleurovitreus insignis (Bondar, 1923)
- Aleurovitreus risor Martin, 2005
- Aleyrodes albescens Hempel, 1922
- Aleyrodes amnicola Bemis, 1904
- Aleyrodes asari (Schrank, 1801)
- Aleyrodes asarumis Shimer, 1867
- Aleyrodes aureocincta Cockerell, 1897
- Aleyrodes baja Sampson, 1943
- Aleyrodes ciliata Takahashi, 1955
- Aleyrodes crataegi (Kiriukhin, 1947)
- Aleyrodes diasemus Bemis, 1904
- Aleyrodes elevatus Silvestri, 1934
- Aleyrodes essigi Penny, 1922
- Aleyrodes fodiens (Maskell, 1896)
- Aleyrodes gossypii (Fitch, 1857)
- Aleyrodes hyperici Corbett, 1926
- Aleyrodes japonica Takahashi, 1963
- Aleyrodes lactea (Zehntner, 1897)
- Aleyrodes latus Hempel, 1922
- Aleyrodes lonicerae Walker, 1852
- Aleyrodes millettiae Cohic, 1968
- Aleyrodes osmaroniae Sampson, 1945
- Aleyrodes philadelphi Danzig, 1966
- Aleyrodes proletella (Linnaeus, 1758)
- Aleyrodes pruinosus Bemis, 1904
- Aleyrodes pyrolae Gillette & Baker, 1895
- Aleyrodes shizuokensis Kuwana, 1911
- Aleyrodes singularis (Danzig, 1966)
- Aleyrodes sorini Takahashi, 1958
- Aleyrodes spiraeoides (Quaintance, 1900)
- Aleyrodes taiheisanus Takahashi, 1939
- Aleyrodes takahashii Ossiannilsson, 1966
- Aleyrodes tinaeoides (Blanchard, 1852)
- Aleyrodes winterae Takahashi, 1937
- Aleyrodes zygia Danzig, 1966
- Aleyrodiella lamellifera Danzig, 1966
- Anomaleyrodes palmae Takahashi & Mamet, 1952
- Apobemisia celti (Takahashi, 1932)
- Apobemisia kuwanai (Takahashi, 1934)
- Arachnaleyrodes insignis Bink-Moenen, 1983
- Asialeyrodes corbetti Takahashi, 1949
- Asialeyrodes dorsidemarcata (Singh, 1932)
- Asialeyrodes dubius Martin & Mound, 2007
- Asialeyrodes elegans Meganathan & David, 1994
- Asialeyrodes euphoriae Takahashi, 1942
- Asialeyrodes indica Sundararaj & David, 1992
- Asialeyrodes lumpurensis Corbett, 1935
- Asialeyrodes lushanensis Ko in Ko, Hsu & Wu, 1993
- Asialeyrodes maesae (Takahashi, 1934)
- Asialeyrodes meghalayensis Regu & David, 1992
- Asialeyrodes menoni Meganathan & David, 1994
- Asialeyrodes multipori Takahashi, 1942
- Asialeyrodes papillatus Regu & David, 1992
- Asialeyrodes saklespurensis Regu & David, 1993
- Asialeyrodes selangorensis Corbett, 1935
- Asialeyrodes sphaerica (Sundararaj & Dubey, 2006)
- Asialeyrodes splendens Meganathan & David, 1994
- Asterobemisia atraphaxius (Danzig, 1969)
- Asterobemisia carpini (Koch, 1857)
- Asterobemisia curvata (Qureshi, 1981)
- Asterobemisia dentata Danzig, 1969
- Asterobemisia lata Danzig, 1966
- Asterobemisia obenbergeri (Zahradnik, 1961)
- Asterobemisia paveli (Zahradnik, 1961)
- Asterobemisia salicaria (Danzig, 1969)
- Asterobemisia silvatica (Danzig, 1964)
- Asterobemisia takahashii Danzig, 1966
- Asterobemisia trifolii (Danzig, 1966)
- Asterobemisia yanagicola (Takahashi, 1934)
- Asterochiton aureus Maskell, 1879
- Asterochiton auricolor (Bondar, 1923)
- Asterochiton cerata (Maskell, 1896)
- Asterochiton cordiae David & Subramaniam, 1976
- Asterochiton fagi (Maskell, 1890)
- Asterochiton pittospori Dumbleton, 1957
- Asterochiton simplex (Maskell, 1890)
- Austroaleurodicus lomatiae Tapia, 1970
- Austroaleurodicus pigeanus (Baker & Moles, 1921)
- Axacalia spiraeanthi Danzig, 1969
- Azuraleurodicus pentarthrus Martin in Martin & Polaszek, 1999
- Bakerius amazonicus Penny & Arias, 1980
- Bakerius attenuatus Bondar, 1923
- Bakerius calmoni Bondar, 1928
- Bakerius conspurcatus (Enderlein, 1909)
- Bakerius glandulosus Hempel, 1938
- Bakerius maculatus Penny & Arias, 1980
- Bakerius phrygilanthi Bondar, 1923
- Bakerius sanguineus Bondar, 1928
- Bakerius sublatus Bondar, 1928
- Bellitudo campae Russell, 1943
- Bellitudo cubae Russell, 1943
- Bellitudo hispaniolae Russell, 1943
- Bellitudo jamaicae Russell, 1943
- Bemisaleyrodes balachowskyi Cohic, 1969
- Bemisaleyrodes brideliae Bink-Moenen, 1983
- Bemisaleyrodes grjebinei (Cohic, 1968)
- Bemisaleyrodes pauliani Cohic, 1969
- Bemisia afer (Priesner & Hosny, 1934)
- Bemisia alni Takahashi, 1957
- Bemisia antennata Gameel, 1968
- Bemisia bambusae Takahashi, 1942
- Bemisia berbericola (Cockerell, 1896)
- Bemisia capitata Regu & David, 1991
- Bemisia caudasculptura Quaintance & Baker, 1937
- Bemisia centroamericana Martin, 2005
- Bemisia combreticula Bink-Moenen, 1983
- Bemisia confusa Danzig, 1964
- Bemisia cordylinidis Dumbleton, 1961
- Bemisia decipiens (Maskell, 1896)
- Bemisia elliptica Takahashi, 1960
- Bemisia formosana Takahashi, 1933
- Bemisia giffardi (Kotinsky, 1907)
- Bemisia gigantea Martin, 1999
- Bemisia grossa Singh, 1931
- Bemisia guierae Bink-Moenen, 1983
- Bemisia hirta Bink-Moenen, 1983
- Bemisia lampangensis Takahashi, 1942
- Bemisia lauracea Martin, Aguiar & Pita, 1996
- Bemisia leakii (Peal, 1903)
- Bemisia medinae (Gomez-Menor, 1954)
- Bemisia mesasiatica Danzig, 1969
- Bemisia moringae (David & Subramaniam, 1976)
- Bemisia multituberculata Sundararaj & David, 1990
- Bemisia ovata (Goux, 1940)
- Bemisia poinsettiae Hempel, 1922
- Bemisia pongamiae Takahashi, 1931
- Bemisia porteri Corbett, 1935
- Bemisia psiadiae Takahashi, 1955
- Bemisia puerariae Takahashi, 1955
- Bemisia religiosa (Peal, 1903)
- Bemisia shinanoensis Kuwana, 1922
- Bemisia spiraeae Young, 1944
- Bemisia spiraeoides Mound & Halsey, 1978
- Bemisia subdecipiens Martin, 1999
- Bemisia sugonjaevi Danzig, 1969
- Bemisia tabaci (Gennadius, 1889)
- Bemisia tuberculata Bondar, 1923
- Bemisiella artemisiae Danzig, 1966
- Bemisiella lespedezae Danzig, 1966
- Brazzaleyrodes eriococciformis Cohic, 1966
- Bulgarialeurodes cotesii (Maskell, 1896)
- Calluneyrodes callunae (Ossiannilsson, 1947)
- Ceraleurodicus assymmetrus (Bondar, 1922)
- Ceraleurodicus duckei Penny & Arias, 1980
- Ceraleurodicus hempeli Costa Lima, 1928
- Ceraleurodicus keris Martin, 2004
- Ceraleurodicus neivai (Bondar, 1928)
- Ceraleurodicus splendidus Hempel, 1922
- Ceraleurodicus varus (Bondar, 1928)
- Chitonaleyrodes canberrensis Martin, 1999
- Cockerelliella adinandrae (Corbett, 1935)
- Cockerelliella bladhiae (Takahashi, 1931)
- Cockerelliella curcumae (Corbett, 1935)
- Cockerelliella dehradunensis (Jesudasan & David, 1991)
- Cockerelliella dioscoreae Sundararaj & David, 1992
- Cockerelliella indica Sundararaj & David, 1992
- Cockerelliella karmardini (Corbett, 1935)
- Cockerelliella lumpurensis (Corbett, 1935)
- Cockerelliella meghalayensis Sundararaj & David, 1992
- Cockerelliella psidii (Corbett, 1935)
- Cockerelliella quaintancei Sundararaj & David, 1992
- Cockerelliella rhodamniae (Corbett, 1935)
- Cockerelliella rotunda Regu & David, 1993
- Cockerelliella sembilanensis (Corbett, 1935)
- Cockerelliella somnathensis Sundararaj, 2000
- Cockerelliella splendens Meganathan & David, 1994
- Cockerelliella zingiberae Sundararaj & David, 1992
- Cohicaleyrodes alternans (Cohic, 1966)
- Cohicaleyrodes blanzyi (Cohic, 1968)
- Cohicaleyrodes crossopterygis Bink-Moenen, 1983
- Cohicaleyrodes descarpentriesi (Cohic, 1968)
- Cohicaleyrodes elongatus (Meganathan & David, 1994)
- Cohicaleyrodes indicus (David & Selvakumaran, 1987)
- Cohicaleyrodes jesudasani David, 2005
- Cohicaleyrodes mappiae Selvakumaran & David, 1996
- Cohicaleyrodes obscura Bink-Moenen, 1983
- Cohicaleyrodes padminiae Phillips & Jesudasan in David, Jesudasan & Phillips, 2006
- Cohicaleyrodes pauliani (Cohic, 1968)
- Cohicaleyrodes platysepali (Cohic, 1966)
- Cohicaleyrodes quadrilongispinae Bink-Moenen, 1983
- Cohicaleyrodes recurvispinus (Cohic, 1966)
- Cohicaleyrodes saklespurensis (Regu & David, 1992)
- Cohicaleyrodes uvariae (Cohic, 1968)
- Combesaleyrodes bouqueti Cohic, 1966
- Combesaleyrodes tauffliebi Cohic, 1966
- Corbettia bauhiniae Cohic, 1968
- Corbettia graminis Mound, 1965
- Corbettia grandis Russell, 1960
- Corbettia isoberliniae Bink-Moenen, 1983
- Corbettia lamottei Cohic, 1969
- Corbettia lonchocarpi Bink-Moenen, 1983
- Corbettia millettiacola Dozier, 1934
- Corbettia pauliani Cohic, 1966
- Corbettia tamarindi Takahashi, 1951
- Costalimada brasiliensis Martin, 2011[2]
- Crenidorsum armatae Russell, 1945
- Crenidorsum aroidephagus Martin & Aguiar in Martin, Aguiar & Baufeld, 2001
- Crenidorsum binkae (Jesudasan & David, 1991)
- Crenidorsum caerulescens (Singh, 1931)
- Crenidorsum celebes Martin, 1988
- Crenidorsum cinnamomi (Jesudasan & David, 1991)
- Crenidorsum coimbatorensis (David & Subramaniam, 1976)
- Crenidorsum commune Russell, 1945
- Crenidorsum debordae Russell, 1945
- Crenidorsum diaphanum Russell, 1945
- Crenidorsum differens Russell, 1945
- Crenidorsum goaensis (Jesudasan & David, 1991)
- Crenidorsum lasangensis Martin, 1985
- Crenidorsum leve Russell, 1945
- Crenidorsum magnisetae Russell, 1945
- Crenidorsum malpighiae Russell, 1945
- Crenidorsum marginale Russell, 1945
- Crenidorsum micheliae (Takahashi, 1932)
- Crenidorsum millennium Martin, 1999
- Crenidorsum morobensis Martin, 1985
- Crenidorsum ornatum Russell, 1945
- Crenidorsum pykarae (Jesudasan & David, 1991)
- Crenidorsum rubiae (P.M.M. David, 2000)
- Crenidorsum russellae P.M.M David & B.V. David, 2000
- Crenidorsum stigmaphylli Russell, 1945
- Crenidorsum tuberculatum Russell, 1945
- Crenidorsum turpiniae (Takahashi, 1932)
- Crenidorsum wendlandiae (Jesudasan & David, 1991)
- Crescentaleyrodes fumipennis (Hempel, 1899)
- Crescentaleyrodes monodi (Cohic, 1969)
- Crescentaleyrodes paulianae (Cohic, 1969)
- Crescentaleyrodes semilunaris (Corbett, 1926)
- Crescentaleyrodes vetiveriae Dubey & Ko, 2006
- Cryptolingula perplexa Martin & Carver in Martin, 1999
- Davidiella cinnamomi Dubey & Sundararaj, 2005
- Dialeurodes abbotabadiensis Qureshi, 1980
- Dialeurodes adinobotris Corbett, 1935
- Dialeurodes agalmae Takahashi, 1935
- Dialeurodes angulata Corbett, 1935
- Dialeurodes anjumi Qureshi, 1980
- Dialeurodes ara Corbett, 1935
- Dialeurodes armatus David & Subramaniam, 1976
- Dialeurodes ayyanarensis (Sundararaj & David, 1991)
- Dialeurodes bancoensis Ardaillon & Cohic, 1970
- Dialeurodes bangkokana Takahashi, 1942
- Dialeurodes bicornicauda Martin, 1999
- Dialeurodes binkae (Sundararaj & David, 1991)
- Dialeurodes biventralis (Sundararaj & David, 1991)
- Dialeurodes buscki (Quaintance & Baker, 1917)
- Dialeurodes canthiae (Sundararaj & David, 1991)
- Dialeurodes celti Takahashi, 1942
- Dialeurodes cephalidistinctus Singh, 1932
- Dialeurodes cerifera (Quaintance & Baker, 1917)
- Dialeurodes chiengsenana Takahashi, 1942
- Dialeurodes cinnamomi (Takahashi, 1932)
- Dialeurodes cinnamomicola Takahashi, 1937
- Dialeurodes citri (Ashmead, 1885)
- Dialeurodes citricola (Young, 1942)
- Dialeurodes conocephali Corbett, 1935
- Dialeurodes crescentata Corbett, 1935
- Dialeurodes cyathispinifera Corbett, 1933
- Dialeurodes daphniphylli Takahashi, 1932
- Dialeurodes davidi Mound & Halsey, 1978
- Dialeurodes decaspermi Martin, 1985
- Dialeurodes delhiensis David & Sundararaj, 1992
- Dialeurodes denticulatus (Bondar, 1923)
- Dialeurodes dicksoni Corbett, 1935
- Dialeurodes didymocarpi Corbett, 1935
- Dialeurodes dissimilis (Quaintance & Baker, 1917)
- Dialeurodes distincta Corbett, 1933
- Dialeurodes drypetesi Martin & Mound, 2007
- Dialeurodes dubia Corbett, 1935
- Dialeurodes dumbeaensis Dumbleton, 1961
- Dialeurodes egregissima Sampson & Drews, 1941
- Dialeurodes emarginata (Mound, 1965)
- Dialeurodes endospermae Corbett, 1935
- Dialeurodes evodiae Corbett, 1935
- Dialeurodes ficicola Takahashi, 1935
- Dialeurodes gardeniae Corbett, 1935
- Dialeurodes gemurohensis Corbett, 1935
- Dialeurodes gigantica (Sundararaj & David, 1991)
- Dialeurodes glutae Corbett, 1935
- Dialeurodes granulata (Sundararaj & David, 1991)
- Dialeurodes greenwoodi Corbett, 1936
- Dialeurodes heterocera Bondar, 1923
- Dialeurodes hexpuncta Singh, 1932
- Dialeurodes hongkongensis Takahashi, 1941
- Dialeurodes icfreae Sundararaj & Dubey, 2003
- Dialeurodes imperialis Bondar, 1923
- Dialeurodes indicus David & Subramaniam, 1976
- Dialeurodes ixorae Singh, 1931
- Dialeurodes joholensis Corbett, 1935
- Dialeurodes kepongensis Corbett, 1935
- Dialeurodes keralaensis (Meganathan & David, 1994)
- Dialeurodes kirkaldyi (Kotinsky, 1907)
- Dialeurodes kumargiriensis Sundararaj & Dubey, 2006
- Dialeurodes lithocarpi (Takahashi, 1931)
- Dialeurodes loranthi (Corbett, 1926)
- Dialeurodes machilicola Takahashi, 1942
- Dialeurodes maculatus Bondar, 1928
- Dialeurodes maculipennis Bondar, 1923
- Dialeurodes mahableshwarensis (Sundararaj & David, 1998)
- Dialeurodes martini (Sundararaj & David, 1991)
- Dialeurodes maxima (Quaintance & Baker, 1917)
- Dialeurodes minahassai (Martin, 1988)
- Dialeurodes mirabilis Takahashi, 1942
- Dialeurodes musae Corbett, 1935
- Dialeurodes nagpurensis (Sundararaj & David, 1991)
- Dialeurodes natickis Baker & Moles, 1921
- Dialeurodes navarroi Bondar, 1928
- Dialeurodes nigeriae (Cohic, 1966)
- Dialeurodes octoplicata Corbett, 1935
- Dialeurodes ouchii Takahashi, 1937
- Dialeurodes oweni Singh, 1932
- Dialeurodes palmata (Sundararaj & David, 1991)
- Dialeurodes panacis Corbett, 1935
- Dialeurodes papulae Singh, 1932
- Dialeurodes pauliani (Cohic, 1966)
- Dialeurodes philippinensis (Takahashi, 1936)
- Dialeurodes pilahensis Corbett, 1935
- Dialeurodes platicus Bondar, 1923
- Dialeurodes polymorpha Bink-Moenen, 1983
- Dialeurodes pseudocitri Takahashi, 1942
- Dialeurodes psychotriae Dumbleton, 1961
- Dialeurodes punctata Corbett, 1933
- Dialeurodes radiilinealis (Quaintance & Baker, 1917)
- Dialeurodes radiipuncta Quaintance & Baker, 1917
- Dialeurodes ramadeviae (Dubey & Sundararaj, 2004)
- Dialeurodes rangooni Singh, 1932
- Dialeurodes razalyi Corbett, 1935
- Dialeurodes rempangensis Takahashi, 1949
- Dialeurodes rengas Corbett, 1935
- Dialeurodes reticulosa Corbett, 1935
- Dialeurodes rotunda Singh, 1931
- Dialeurodes rubiphaga (Dubey & Sundararaj, 2004)
- Dialeurodes russellae (Sundararaj & David, 1991)
- Dialeurodes saklaspurensis David, 1976
- Dialeurodes saklespurensis (Regu & David, 1993)
- Dialeurodes sandorici Corbett, 1935
- Dialeurodes sepangensis Corbett, 1935
- Dialeurodes sheryli (P.M.M. David, 2000)
- Dialeurodes shintenensis (Takahashi, 1933)
- Dialeurodes shoreae Corbett, 1933
- Dialeurodes siemriepensis Takahashi, 1942
- Dialeurodes simmondsi (Corbett, 1927)
- Dialeurodes striata Corbett, 1935
- Dialeurodes struthanthi (Hempel, 1901)
- Dialeurodes sundararajani Sundararaj & Dubey, 2006
- Dialeurodes tanakai Takahashi, 1942
- Dialeurodes townsendi (Quaintance & Baker, 1917)
- Dialeurodes tricolor Quaintance & Baker, 1917
- Dialeurodes tuberculosa Corbett, 1935
- Dialeurodes turpiniae (Meganathan & David, 1994)
- Dialeurodes vitis Corbett, 1935
- Dialeurodes vulgaris Singh, 1931
- Dialeurodes wendlandiae Meganathan & David, 1994
- Dialeurodes yercaudensis Jesudasan & David, 1991
- Dialeurodicus bondariae Martin, 2004
- Dialeurodicus caballeroi Martin, 2004
- Dialeurodicus cockerellii (Quaintance, 1900)
- Dialeurodicus coelhi Bondar, 1928
- Dialeurodicus cornutus Bondar, 1923
- Dialeurodicus frontalis Bondar, 1923
- Dialeurodicus maculatus Bondar, 1928
- Dialeurodicus niger Bondar, 1923
- Dialeurodicus radifera (Sampson & Drews, 1941)
- Dialeurodicus silvestrii (Leonardi, 1910)
- Dialeurodicus similis Bondar, 1923
- Dialeurodicus tessellatus Quaintance & Baker, 1913
- Dialeurolobus erythrinae (Corbett, 1935)
- Dialeurolobus pulcher Danzig, 1964
- Dialeurolobus rhamni Bink-Moenen in Bink-Moenen & Gerling, 1992
- Dialeurolonga africana (Newstead, 1921)
- Dialeurolonga agauriae Takahashi, 1951
- Dialeurolonga ambilaensis Takahashi, 1955
- Dialeurolonga angustata Takahashi, 1961
- Dialeurolonga aphloiae Takahashi, 1955
- Dialeurolonga bambusae Takahashi, 1961
- Dialeurolonga bambusicola (Takahashi, 1951)
- Dialeurolonga brevispina Takahashi, 1951
- Dialeurolonga communis Bink-Moenen, 1983
- Dialeurolonga davidi Dubey & Sundararaj, 2006
- Dialeurolonga elliptica Takahashi, 1955
- Dialeurolonga elongata (Dozier, 1928)
- Dialeurolonga erythroxylonis Takahashi, 1955
- Dialeurolonga eugeniae Takahashi, 1951
- Dialeurolonga graminis (Takahashi, 1951)
- Dialeurolonga guettardae Martin, 2005
- Dialeurolonga hoyti Mound, 1965
- Dialeurolonga kumargiriensis Dubey & Sundararaj, 2006
- Dialeurolonga lagerstroemiae Jesudasan & David, 1991
- Dialeurolonga lamtoensis Cohic, 1969
- Dialeurolonga lata Takahashi, 1955
- Dialeurolonga maculata (Singh, 1931)
- Dialeurolonga malleshwaramensis Sundararaj, 2001
- Dialeurolonga mameti Takahashi, 1955
- Dialeurolonga mauritiensis (Takahashi, 1938)
- Dialeurolonga milloti Takahashi, 1951
- Dialeurolonga multipapilla Takahashi, 1955
- Dialeurolonga multipori Dubey & Sundararaj, 2006
- Dialeurolonga multituberculata Dubey & Sundararaj, 2006
- Dialeurolonga nemoralis Bink-Moenen, 1983
- Dialeurolonga nigra Takahashi & Mamet, 1952
- Dialeurolonga operculobata Martin & Carver in Martin, 1999
- Dialeurolonga paradoxa Takahashi, 1955
- Dialeurolonga paucipapillata Cohic, 1969
- Dialeurolonga pauliani Takahashi, 1951
- Dialeurolonga perinetensis Takahashi & Mamet, 1952
- Dialeurolonga phyllarthronis Takahashi, 1955
- Dialeurolonga pseudocephalidistincta Dubey & Sundararaj, 2006
- Dialeurolonga ravensarae Takahashi & Mamet, 1952
- Dialeurolonga rhamni Takahashi, 1961
- Dialeurolonga robinsoni Takahashi & Mamet, 1952
- Dialeurolonga rotunda Takahashi, 1961
- Dialeurolonga rusostigmoides Martin, 1999
- Dialeurolonga similis Takahashi, 1955
- Dialeurolonga simplex Takahashi, 1955
- Dialeurolonga strychnosicola Cohic, 1966
- Dialeurolonga subrotunda Takahashi, 1955
- Dialeurolonga swainei Martin, 1999
- Dialeurolonga takahashii David & Jesudasan, 1989
- Dialeurolonga tambourissae Takahashi, 1955
- Dialeurolonga tenella Takahashi, 1961
- Dialeurolonga trialeuroides Takahashi & Mamet, 1952
- Dialeurolonga vendranae Takahashi, 1961
- Dialeuropora bipunctata (Corbett, 1933)
- Dialeuropora brideliae (Takahashi, 1932)
- Dialeuropora centrosemae (Corbett, 1935)
- Dialeuropora congoensis Cohic, 1966
- Dialeuropora decempuncta (Quaintance & Baker, 1917)
- Dialeuropora hassensanensis Takahashi, 1934
- Dialeuropora heptapora Regu & David, 1992
- Dialeuropora holboelliae Young, 1944
- Dialeuropora indochinensis Takahashi, 1942
- Dialeuropora jendera (Corbett, 1935)
- Dialeuropora langsat (Corbett, 1935)
- Dialeuropora malayensis (Corbett, 1935)
- Dialeuropora mangiferae (Corbett, 1935)
- Dialeuropora murrayae (Takahashi, 1931)
- Dialeuropora papillata Cohic, 1966
- Dialeuropora photiniana (Chen, 1997)
- Dialeuropora portugaliae Cohic, 1966
- Dialeuropora pterolobiae David & Subramaniam, 1976
- Dialeuropora silvarum (Corbett, 1935)
- Dialeuropora urticata Young, 1944
- Dialeuropora viburni (Takahashi, 1933)
- Dialeurotrachelus cambodiensis Takahashi, 1942
- Disiphon dubienus (Bondar, 1923)
- Disiphon russellae Martin, 2005
- Distincaleyrodes setosus Dubey & Sundararaj, 2006
- Dothioia bidentatus Dumbleton, 1961
- Dumbletoniella callistemoni Martin, 1999
- Dumbletoniella ellipticae (Dumbleton, 1956)
- Dumbletoniella eucalypti (Dumbleton, 1957)
- Dumbletoniella pittospori Martin & Carver in Martin, 1999
- Dumbletoniella rotunda Martin & Carver in Martin, 1999
- Dumbletoniella xanthorrhoeae Martin, 1999
- Editaaleyrodes indicus David, 2005
- Eudialeurodicus bodkini Quaintance & Baker, 1915
- Extensaleyrodes akureensis (Mound, 1965)
- Extensaleyrodes falcata Bink-Moenen, 1983
- Fascaleyrodes palmae (Gameel, 1968)
- Fascaleyrodes rara Bink-Moenen, 1983
- Filicaleyrodes bosseri Takahashi, 1962
- Filicaleyrodes williamsi (Trehan, 1938)
- Fippataleyrodes cinnamomi Dubey & Sundararaj, 2005
- Fippataleyrodes indica Sundararaj & David, 1992
- Fippataleyrodes litseae Sundararaj & David, 1992
- Fippataleyrodes multipori Dubey & Sundararaj, 2005
- Fippataleyrodes yellapurensis Dubey & Sundararaj, 2005
- Gagudjuia allosyncarpiae Martin, 1999
- Gomenella dryandrae (Takahashi, 1950)
- Gomenella multipora Dumbleton, 1961
- Gomenella reflexa Dumbleton, 1961
- Harpaleyrodes tuberculata Bink-Moenen, 1983
- Hesperaleyrodes michoacanensis Sampson, 1943
- Heteraleyrodes bambusae Takahashi, 1942
- Heteraleyrodes bambusicola Takahashi, 1951
- Heterobemisia alba Takahashi, 1957
- Indoaleyrodes glochidioni Martin & Carver in Martin, 1999
- Indoaleyrodes laos (Takahashi, 1942)
- Indoaleyrodes pseudoculatus Martin, 1985
- Indoaleyrodes reticulata (Dumbleton, 1961)
- Juglasaleyrodes orstomensis Cohic, 1966
- Keralaleyrodes indicus Meganathan & David, 1994
- Laingiella bambusae Corbett, 1926
- Lecanoideus floccissimus Martin, Hérnandez-Suarez & Carnero, 1997
- Lecanoideus mirabilis (Cockerell, 1898)
- Leonardius kellyae Martin, 2004
- Leonardius lahillei (Leonardi, 1910)
- Leucopogonella apectenata Dumbleton, 1961
- Leucopogonella pallida Dumbleton, 1961
- Leucopogonella simila Dumbleton, 1961
- Leucopogonella sinuata Dumbleton, 1961
- Lipaleyrodes atriplex (Froggatt, 1911)
- Lipaleyrodes breyniae (Singh, 1931)
- Lipaleyrodes crossandrae David & Subramaniam, 1976
- Lipaleyrodes emiliae Chen & Ko, 2006
- Lipaleyrodes euphorbiae David & Subramaniam, 1976
- Lipaleyrodes hargreavesi (Corbett, 1935)
- Lipaleyrodes leguminicola (Takahashi, 1942)
- Lipaleyrodes phyllanthi Takahashi, 1962
- Lipaleyrodes vernoniae David & Thenmozhi, 1995
- Malayaleyrodes lumpurensis Corbett, 1935
- Marginaleyrodes fanalae (Takahashi, 1951)
- Marginaleyrodes fenestrata (Takahashi, 1955)
- Marginaleyrodes ixorae Takahashi, 1961
- Marginaleyrodes madagascariensis (Takahashi, 1951)
- Marginaleyrodes tsinjoarivona (Takahashi, 1955)
- Massilieurodes alabamensis Jensen, 2001
- Massilieurodes americanus Jensen, 2001
- Massilieurodes chittendeni (Laing, 1928)
- Massilieurodes curiosa Jensen, 2001
- Massilieurodes euryae (Takahashi, 1940)
- Massilieurodes fici (Takahashi, 1932)
- Massilieurodes formosensis (Takahashi, 1933)
- Massilieurodes homonoiae (Jesudasan & David, 1991)
- Massilieurodes kirishimensis (Takahashi, 1963)
- Massilieurodes monticola (Takahashi, 1932)
- Massilieurodes multipori (Takahashi, 1932)
- Massilieurodes myricae Jensen, 2001
- Massilieurodes rarasana (Takahashi, 1934)
- Massilieurodes sakaki (Takahashi, 1958)
- Massilieurodes setiger (Goux, 1939)
- Metabemisia distylii Takahashi, 1963
- Metabemisia filicis Mound, 1967
- Metabemisia palawana (Martin in Martin & Camus, 2001)
- Metaleurodicus arcanus Martin, 2004
- Metaleurodicus bahiensis (Hempel, 1922)
- Metaleurodicus cardini (Back, 1912)
- Metaleurodicus griseus (Dozier, 1936)
- Metaleurodicus lacerdae (Signoret, 1883)
- Metaleurodicus minimus (Quaintance, 1900)
- Metaleurodicus phalaenoides (Blanchard, 1852)
- Metaleurodicus stelliferus Bondar, 1923
- Metaleurodicus tenuis Martin, 2004
- Metaleurodicus variporus Martin, 2004
- Metaleyrodes oceanica (Takahashi, 1939)
- Minutaleyrodes cherasensis (Corbett, 1935)
- Minutaleyrodes indicus Meganathan & David, 1994
- Minutaleyrodes kolliensis (David, 1977)
- Minutaleyrodes minuta (Singh, 1931)
- Minutaleyrodes suishanus (Takahashi, 1934)
- Mixaleyrodes polypodicola Takahashi, 1963
- Mixaleyrodes polystichi Takahashi, 1936
- Nealeurodicus altissimus (Quaintance, 1900)
- Nealeurodicus bakeri (Bondar, 1923)
- Nealeurodicus fallax Martin, 2004
- Nealeurodicus ingae (J.M.Baker, 1937)
- Nealeurodicus moreirai (Costa Lima, 1928)
- Nealeurodicus octifer (Bondar, 1923)
- Nealeurodicus paulistus Hempel, 1922
- Nealeurodicus petiolaris Martin, 2004
- Nealeyrodes bonariensis Hempel, 1922
- Neoaleurodes clandestinus Bondar, 1923
- Neoaleurotrachelus aphloiae Takahashi & Mamet, 1952
- Neoaleurotrachelus bertilloni (Cohic, 1966)
- Neoaleurotrachelus graberi (Cohic, 1968)
- Neoaleurotrachelus sudaniensis Gameel, 1968
- Neomaskellia andropogonis Corbett, 1926
- Neomaskellia bergii (Signoret, 1868)
- Neopealius rubi Takahashi, 1954
- Nigrasialeyrodes convexus Martin & Carver in Martin, 1999
- Nipaleyrodes elongata Takahashi, 1951
- Octaleurodicus nitidus Hempel, 1922
- Octaleurodicus pulcherrimus (Quaintance & Baker, 1913)
- Orchamoplatus caledonicus (Dumbleton, 1956)
- Orchamoplatus calophylli Russell, 1958
- Orchamoplatus citri (Takahashi, 1940)
- Orchamoplatus dentatus (Dumbleton, 1956)
- Orchamoplatus dumbletoni (Cohic, 1959)
- Orchamoplatus incognitus (Dumbleton, 1956)
- Orchamoplatus louiserussellae Martin, 1999
- Orchamoplatus mammaeferus (Quaintance & Baker, 1917)
- Orchamoplatus montanus (Dumbleton, 1956)
- Orchamoplatus niuginii Martin, 1985
- Orchamoplatus noumeae Russell, 1958
- Orchamoplatus perdentatus Dumbleton, 1961
- Orchamoplatus plumensis (Dumbleton, 1956)
- Orchamoplatus porosus (Dumbleton, 1956)
- Orientaleyrodes indicus Regu & David, 1993
- Orientaleyrodes zeylanicus (Corbett, 1926)
- Orstomaleyrodes fimbriae (Mound, 1965)
- Papillipes spinifer Bink-Moenen, 1983
- Parabemisia aceris (Takahashi, 1931)
- Parabemisia indica Meganathan & David, 1994
- Parabemisia jawani Martin, 1985
- Parabemisia lushanensis Ko & Luo, 1999
- Parabemisia maculata Takahashi, 1952
- Parabemisia myricae (Kuwana, 1927)
- Parabemisia myrmecophila Martin, 1985
- Paraleurolobus chamaedoreae Russell, 1994
- Paraleurolobus imbricatus Sampson & Drews, 1941
- Paraleyrodes ancora Martin, 2004
- Paraleyrodes bondari Peracchi, 1971
- Paraleyrodes cervus Martin, 2004
- Paraleyrodes citri Bondar, 1931
- Paraleyrodes citricolus Costa Lima, 1928
- Paraleyrodes crateraformans Bondar, 1922
- Paraleyrodes goyabae (Goeldi, 1886)
- Paraleyrodes minei Iaccarino, 1990
- Paraleyrodes naranjae Dozier, 1927
- Paraleyrodes perplexus Martin, 2004
- Paraleyrodes perseae (Quaintance, 1900)
- Paraleyrodes proximus Terán, 1979
- Paraleyrodes pseudonaranjae Martin, 2001
- Paraleyrodes pulverans Bondar, 1923
- Paraleyrodes singularis Bondar, 1923
- Paraleyrodes triungulae Martin, 2004
- Paraleyrodes urichii Quaintance & Baker, 1913
- Paulianaleyrodes pauliani Cohic, 1966
- Paulianaleyrodes splendens Cohic, 1966
- Paulianaleyrodes tetracerae Cohic, 1966
- Pealius akebiae (Kuwana, 1911)
- Pealius amamianus Takahashi, 1963
- Pealius artocarpi (Corbett, 1935)
- Pealius azaleae (Baker & Moles, 1920)
- Pealius bangkokensis Takahashi, 1942
- Pealius bengalensis (Peal, 1903)
- Pealius cambodiensis Takahashi, 1942
- Pealius chinensis Takahashi, 1941
- Pealius cinnamomi David & Sundararaj, 1991
- Pealius cryptus Martin, 1999
- Pealius damnacanthi Takahashi, 1935
- Pealius elatostemae (Takahashi, 1932)
- Pealius elongatus (David, Sudararaj & Regu, 1991)
- Pealius euryae (Takahashi, 1955)
- Pealius ezeigwi Mound, 1965
- Pealius fici Mound, 1965
- Pealius indicus (David, 1972)
- Pealius kalawi Singh, 1933
- Pealius kankoensis (Takahashi, 1933)
- Pealius kelloggi (Bemis, 1904)
- Pealius kongosana (Takahashi, 1955)
- Pealius liquidambari (Takahashi, 1932)
- Pealius longispinus Takahashi, 1932
- Pealius machili Takahashi, 1935
- Pealius maculatus Takahashi, 1942
- Pealius madeirensis Martin, Aguiar & Pita, 1996
- Pealius maskelli (Bemis, 1904)
- Pealius misrae Singh, 1931
- Pealius mitakensis (Takahashi, 1955)
- Pealius mori (Takahashi, 1932)
- Pealius nagerkoilensis Jesudasan & David, 1991
- Pealius nilgiriensis (David, 1972)
- Pealius polygoni Takahashi, 1934
- Pealius psychotriae Takahashi, 1935
- Pealius quercus (Signoret, 1868)
- Pealius rhododendri Takahashi, 1935
- Pealius rubi Takahashi, 1936
- Pealius sairandhryensis (Meganathan & David, 1994)
- Pealius schimae Takahashi, 1950
- Pealius setosus (Danzig, 1964)
- Pealius spinosus Jesudasan & David, 1991
- Pealius splendens (David, Sudararaj & Regu, 1991)
- Pealius sutepensis Takahashi, 1942
- Pealius tuberculatus Takahashi, 1942
- Pealius walayarensis Jesudasan & David, 1991
- Pectinaleyrodes culcasiae (Cohic, 1969)
- Pectinaleyrodes silvaticus (Cohic, 1969)
- Pectinaleyrodes triclisiae (Cohic, 1966)
- Pentaleyrodes cinnamomi (Takahashi, 1932)
- Pentaleyrodes hongkongensis Takahashi, 1941
- Pentaleyrodes linderae Chou & Yan, 1988
- Pentaleyrodes yasumatsui Takahashi, 1939
- Peracchius durantae Lima & Racca-Filho, 2005
- Plataleyrodes anthocleistae Takahashi & Mamet, 1952
- Pogonaleyrodes fastuosa Takahashi, 1955
- Pogonaleyrodes zimmermanni (Newstead, 1911)
- Pseudaleurolobus jaboticabae Hempel, 1922
- Pseudaleuroplatus kiensis Martin, 1999
- Pseudaleuroplatus litseae (Dumbleton, 1956)
- Pseudaleyrodes depressus Hempel, 1922
- Pseudosynaleurodicus mayoi Gillespie, 2006
- Pseudosynaleurodicus nigrimarginatus Gillespie, 2006
- Pseudozaphanera niger (Maskell, 1896)
- Pseudozaphanera papyrocarpae (Martin in Bailey, Martin, Noyes & Austin, 2001)
- Pseudozaphanera rhachisreticulata (Martin, 1999)
- Pseudozaphanera splendida (Martin, 1999)
- Pseudozaphanera wariensis (Martin, 1999)
- Ramsesseus follioti Zahradnik, 1970
- Rhachisphora alishanensis Ko in Ko, Hsu & Wu, 1992
- Rhachisphora ardisiae (Takahashi, 1935)
- Rhachisphora capitatis (Corbett, 1926)
- Rhachisphora elongatus Regu & David, 1990
- Rhachisphora fijiensis (Kotinsky, 1907)
- Rhachisphora franksae Martin, 1999
- Rhachisphora indica Sundararaj & David, 1991
- Rhachisphora ixorae Sundararaj & David, 1991
- Rhachisphora kallarensis Jesudasan & David, 1991
- Rhachisphora koshunensis (Takahashi, 1933)
- Rhachisphora machili (Takahashi, 1932)
- Rhachisphora madhucae Jesudasan & David, 1991
- Rhachisphora maesae (Takahashi, 1932)
- Rhachisphora malayensis Takahashi, 1952
- Rhachisphora oblongata Ko, Wu & Chou, 1998
- Rhachisphora queenslandica Martin, 1999
- Rhachisphora reticulata (Takahashi, 1933)
- Rhachisphora rutherfordi (Quaintance & Baker, 1917)
- Rhachisphora sanhsianensis Ko in Ko, Hsu & Wu, 1992
- Rhachisphora selangorensis (Corbett, 1933)
- Rhachisphora setulosa (Corbett, 1926)
- Rhachisphora styraci (Takahashi, 1934)
- Rhachisphora taiwana Ko in Ko, Hsu & Wu, 1992
- Rhachisphora trilobitoides (Quaintance & Baker, 1917)
- Rosanovia hulthemiae Danzig, 1969
- Rugaleyrodes angolensis (Cohic, 1966)
- Rugaleyrodes bidentata Bink-Moenen, 1983
- Rugaleyrodes tetracerae (Cohic, 1966)
- Rugaleyrodes villiersi (Cohic, 1968)
- Rugaleyrodes vuattouxi (Cohic, 1969)
- Rusostigma eugeniae (Maskell, 1896)
- Rusostigma radiirugosa (Quaintance & Baker, 1917)
- Rusostigma tokyonis (Kuwana, 1911)
- Rusostigma tristylii (Takahashi, 1935)
- Russellaleyrodes cumiugum (Singh, 1932)
- Septaleurodicus mexicanus Sampson, 1943
- Setaleyrodes litseae David & Sundararaj, 1991
- Setaleyrodes mirabilis Takahashi, 1931
- Setaleyrodes quercicola Takahashi, 1934
- Setaleyrodes takahashia Singh, 1933
- Setaleyrodes thretaonai David, 1981
- Setaleyrodes vigintiseta Martin, 1999
- Simplaleurodes hemisphaerica Goux, 1945
- Singhiella bassiae (David & Subramaniam, 1976)
- Singhiella bicolor (Singh, 1931)
- Singhiella brideliae (Jesudasan & David, 1991)
- Singhiella cambodiensis (Takahashi, 1942)
- Singhiella cardamomi (David & Subramaniam, 1976)
- Singhiella chinensis (Takahashi, 1941)
- Singhiella chitinosa (Takahashi, 1937)
- Singhiella citrifolii (Morgan, 1893)
- Singhiella crenulata Qureshi & Qayyam, 1969
- Singhiella delamarei (Cohic, 1968)
- Singhiella dioscoreae (Takahashi, 1934)
- Singhiella dipterocarpi (Takahashi, 1942)
- Singhiella elaeagni (Takahashi, 1935)
- Singhiella elbaensis (Priesner & Hosny, 1934)
- Singhiella ficifolii (Takahashi, 1942)
- Singhiella kuraruensis (Takahashi, 1933)
- Singhiella longisetae Chou & Yan, 1988
- Singhiella malabaricus (Jesudasan & David, 1991)
- Singhiella mekonensis (Takahashi, 1942)
- Singhiella melanolepis Chen & Ko, 2007
- Singhiella pallida (Singh, 1931)
- Singhiella piperis (Takahashi, 1934)
- Singhiella premnae Martin, 1999
- Singhiella serdangensis (Corbett, 1935)
- Singhiella simplex (Singh, 1931)
- Singhiella subrotunda (Takahashi, 1935)
- Singhiella sutepensis (Takahashi, 1942)
- Singhiella tetrastigmae (Takahashi, 1934)
- Singhiella vanieriae (Takahashi, 1935)
- Singhius ehretiae Jesudasan & David, 1991
- Singhius hibisci (Kotinsky, 1907)
- Singhius morindae Sundararaj & David, 1992
- Singhius russellae (David & Subramaniam, 1976)
- Siphoninus gruveli Cohic, 1968
- Siphoninus immaculatus (Heeger, 1856)
- Siphoninus phillyreae (Haliday, 1835)
- Sphericaleyrodes bambusae Selvakumaran & David, 1996
- Sphericaleyrodes regui Dubey & Sundararaj, 2006
- Stenaleyrodes papillote Martin & Streito, 2003
- Stenaleyrodes vinsoni Takahashi, 1938
- Synaleurodicus hakeae Solomon, 1935
- Synaleurodicus serratus Martin, 1999
- Tegmaleurodes crustatus (Bondar, 1928)
- Tegmaleurodes integellus (Bondar, 1923)
- Tegmaleurodes lentus Martin, 2005
- Tetraleurodes acaciae (Quaintance, 1900)
- Tetraleurodes adabicola Takahashi, 1955
- Tetraleurodes andropogoni (Dozier, 1934)
- Tetraleurodes bambusae Jesudasan & David, 1991
- Tetraleurodes banksiae Martin, 1999
- Tetraleurodes bararakae Takahashi, 1955
- Tetraleurodes bicolor Bink-Moenen in Bink-Moenen & Gerling, 1992
- Tetraleurodes bidentatus Sampson & Drews, 1941
- Tetraleurodes bireflexa Nakahara, 1995
- Tetraleurodes burliarensis Jesudasan & David, 1991
- Tetraleurodes cacaorum (Bondar, 1923)
- Tetraleurodes caulicola Nakahara, 1995
- Tetraleurodes chivela Nakahara, 1995
- Tetraleurodes confusa Nakahara, 1995
- Tetraleurodes contigua (Sampson & Drews, 1941)
- Tetraleurodes corni (Haldeman, 1850)
- Tetraleurodes cruzi (Cassino, 1991)
- Tetraleurodes dendrocalami Dubey & Sundararaj, 2005
- Tetraleurodes dorseyi (Kirkaldy, 1907)
- Tetraleurodes dorsirugosa Nakahara, 1995
- Tetraleurodes elaeocarpi Takahashi, 1950
- Tetraleurodes errans (Bemis, 1904)
- Tetraleurodes fici Quaintance & Baker, 1937
- Tetraleurodes ghesquierei Dozier, 1934
- Tetraleurodes graminis Takahashi, 1934
- Tetraleurodes granulata Bink-Moenen, 1983
- Tetraleurodes hederae Goux, 1939
- Tetraleurodes hirsuta Takahashi, 1955
- Tetraleurodes kunnathoorensis Regu & David, 1993
- Tetraleurodes leguminicola Bink-Moenen, 1983
- Tetraleurodes madagascariensis Takahashi, 1951
- Tetraleurodes malayensis Mound & Halsey, 1978
- Tetraleurodes mameti Takahashi, 1938
- Tetraleurodes marshalli Bondar, 1928
- Tetraleurodes melanops (Cockerell, 1903)
- Tetraleurodes mexicana Nakahara, 1995
- Tetraleurodes mirabilis Takahashi, 1961
- Tetraleurodes monnioti (Cohic, 1968)
- Tetraleurodes mori (Quaintance, 1899)
- Tetraleurodes moundi Cohic, 1968
- Tetraleurodes neemani Bink-Moenen in Bink-Moenen & Gerling, 1992
- Tetraleurodes oplismeni Takahashi, 1934
- Tetraleurodes pauliani Takahashi, 1955
- Tetraleurodes perileuca (Cockerell, 1902)
- Tetraleurodes perseae Nakahara, 1995
- Tetraleurodes pluto Dumbleton, 1956
- Tetraleurodes pringlei Quaintance & Baker, 1937
- Tetraleurodes pseudacaciae Nakahara, 1995
- Tetraleurodes psidii David, 1993
- Tetraleurodes pusana Takahashi, 1950
- Tetraleurodes quadratus Sampson & Drews, 1941
- Tetraleurodes quercicola Nakahara, 1995
- Tetraleurodes rugosus Corbett, 1926
- Tetraleurodes russellae Cohic, 1968
- Tetraleurodes selachidentata Bink-Moenen, 1983
- Tetraleurodes semibarbata Takahashi, 1955
- Tetraleurodes simplicior Bink-Moenen, 1983
- Tetraleurodes splendens (Bemis, 1904)
- Tetraleurodes stellata (Maskell, 1896)
- Tetraleurodes stirlingiae Martin, 1999
- Tetraleurodes submarginata Dumbleton, 1961
- Tetraleurodes subrotunda Takahashi, 1937
- Tetraleurodes sulcistriatus Martin, 1999
- Tetraleurodes supraxialis Martin, 1999
- Tetraleurodes thenmozhiae Jesudasan & David, 1991
- Tetraleurodes truncatus Sampson & Drews, 1941
- Tetraleurodes tuberculata Bink-Moenen, 1983
- Tetraleurodes tuberculosa Nakahara, 1995
- Tetraleurodes ursorum (Cockerell, 1910)
- Tetralicia debarroi Martin & Carver in Martin, 1999
- Tetralicia erianthi Danzig, 1969
- Tetralicia ericae Harrison, 1917
- Tetralicia graminicola Bink-Moenen, 1983
- Tetralicia iberiaca Bink-Moenen, 1989
- Tetralicia tuberculata Bink-Moenen, 1983
- Trialeurodes abdita Martin, 2005
- Trialeurodes abutiloneus (Haldeman, 1850)
- Trialeurodes amealcensis Carapia-Ruiz, 2003
- Trialeurodes asplenii (Maskell, 1890)
- Trialeurodes bambusae Takahashi, 1943
- Trialeurodes bellissima (Sampson & Drews, 1940)
- Trialeurodes bemisae Russell, 1948
- Trialeurodes bruneiensis Martin in Martin & Camus, 2001
- Trialeurodes celti Takahashi, 1943
- Trialeurodes chinensis Takahashi, 1955
- Trialeurodes coccolobae Russell, 1948
- Trialeurodes colcordae Russell, 1948
- Trialeurodes corollis (Penny, 1922)
- Trialeurodes cryptus Martin, 2005
- Trialeurodes darwiniensis Martin, 1999
- Trialeurodes dicksoniae Martin, 1999
- Trialeurodes diminutis (Penny, 1922)
- Trialeurodes drewsi Sampson, 1945
- Trialeurodes elaphoglossi Takahashi, 1960
- Trialeurodes ericae Bink-Moenen, 1976
- Trialeurodes eriodictyonis Russell, 1948
- Trialeurodes euphorbiae Russell, 1948
- Trialeurodes fernaldi (Morrill, 1903)
- Trialeurodes floridensis (Quaintance, 1900)
- Trialeurodes glacialis (Bemis, 1904)
- Trialeurodes heucherae Russell, 1948
- Trialeurodes hutchingsi (Bemis, 1904)
- Trialeurodes intermedia Russell, 1948
- Trialeurodes ipomoeae Carapia-Ruiz, 2003
- Trialeurodes lauri (Signoret, 1882)
- Trialeurodes longispina Takahashi, 1943
- Trialeurodes madroni (Bemis, 1904)
- Trialeurodes magnoliae Russell, 1948
- Trialeurodes mameti Takahashi, 1951
- Trialeurodes manihoti (Bondar, 1923)
- Trialeurodes meggitti Singh, 1933
- Trialeurodes merlini (Bemis, 1904)
- Trialeurodes mirissimus Sampson & Drews, 1941
- Trialeurodes multipori Russell, 1948
- Trialeurodes notata Russell, 1948
- Trialeurodes oblongifoliae Russell, 1948
- Trialeurodes packardi (Morrill, 1903)
- Trialeurodes palaquifolia Corbett, 1935
- Trialeurodes paucipapilla Martin, 2005
- Trialeurodes perakensis Corbett, 1935
- Trialeurodes pergandei (Quaintance, 1900)
- Trialeurodes phlogis Russell, 1993
- Trialeurodes rex Martin in Martin & Camus, 2001
- Trialeurodes ricini (Misra, 1924)
- Trialeurodes ruborum (Cockerell, 1897)
- Trialeurodes sardiniae (Rapisarda, 1986)
- Trialeurodes shawundus Baker & Moles, 1921
- Trialeurodes similis Russell, 1948
- Trialeurodes tabaci Bondar, 1928
- Trialeurodes tentaculatus (Bemis, 1904)
- Trialeurodes tephrosiae Russell, 1948
- Trialeurodes thaiensis Takahashi, 1943
- Trialeurodes unadutus Baker & Moles, 1921
- Trialeurodes vaporariorum (Westwood, 1856)
- Trialeurodes varia Quaintance & Baker, 1937
- Trialeurodes variabilis (Quaintance, 1900)
- Trialeurodes vitrinellus (Cockerell, 1903)
- Trialeurodes vittatus (Quaintance, 1900)
- Trialeurolonga trifida Martin, 2005
- Trichoaleyrodes carinata Takahashi & Mamet, 1952
- Tuberaleyrodes bobuae Takahashi, 1934
- Tuberaleyrodes machili Takahashi, 1932
- Tuberaleyrodes neolitseae Young, 1944
- Tuberaleyrodes rambutana Takahashi, 1955
- Tuberaleyrodes spiniferosa (Corbett, 1933)
- Udamoselis estrellamarinae Martin, 2007
- Udamoselis pigmentaria Enderlein, 1909
- Vasantharajiella kalakadensis P.M.M. David, 2000
- Vasdavidius cobarensis (Martin, 1999)
- Vasdavidius concursus (Ko in Ko, Wu & Chou, 1998)
- Vasdavidius indicus (David & Subramaniam, 1976)
- Vasdavidius miscanthus (Ko in Ko, Wu & Chou, 1998)
- Vasdavidius setiferus (Quaintance & Baker, 1917)
- Venezaleurodes pisoniae Russell, 1967
- Viennotaleyrodes bergerardi (Cohic, 1966)
- Viennotaleyrodes bicolorata Martin, 1999
- Viennotaleyrodes bosciae Bink-Moenen, 1983
- Viennotaleyrodes curvisetosus Martin, 1999
- Viennotaleyrodes dichrostachi Bink-Moenen, 1983
- Viennotaleyrodes fallax Bink-Moenen, 1983
- Viennotaleyrodes incomptus Martin, 1999
- Viennotaleyrodes lacunae Martin, 1999
- Viennotaleyrodes megapapillae (Singh, 1932)
- Viennotaleyrodes nilagiriensis David, Krishnan & Thenmozhi, 1994
- Viennotaleyrodes platysepali (Cohic, 1966)
- Xenaleyrodes artocarpi Takahashi, 1936
- Xenaleyrodes broughae Martin, 1985
- Xenaleyrodes eucalypti (Dumbleton, 1956)
- Xenaleyrodes fauceregius Martin, 1999
- Xenaleyrodes irianicus Martin, 1985
- Xenaleyrodes timonii Martin, 1985
- Xenobemisia coleae Takahashi, 1951
- Yleyrodes isoberlinae Bink-Moenen, 1983
- Zaphanera capparis Bink-Moenen, 1983
- Zaphanera cyanotis Corbett, 1926
- Zaphanera indicus Jesudasan & David, 1991
- Zaphanera publicus (Singh, 1938)
- Zaphanera splendens David & David, 2007[3]